# Nguyễn Trãi
Nguyễn Trãi (chữ Hán: 阮廌; 1380 – 19 tháng 9 năm 1442), hiệu là Ức Trai (抑齋), là một nhà chính trị, nhà văn, nhà văn hóa lớn của dân tộc Việt Nam. Ông đã tham gia tích cực cuộc Khởi nghĩa Lam Sơn do Lê Lợi lãnh đạo chống lại sự xâm lược của nhà Minh (Trung Quốc) với Đại Việt. Khi cuộc khởi nghĩa thành công vào năm 1428, Nguyễn Trãi trở thành một trong những khai quốc công thần của triều đại quân chủ nhà Hậu Lê trong Lịch sử Việt Nam.
Nguyễn Trãi có cha là Nguyễn Phi Khanh, con rể của quan Tư đồ Trần Nguyên Đán nhà Trần. Khi nhà Trần bị Hồ Quý Ly lật đổ lập nên nhà Hồ, Nguyễn Trãi tham gia dự thi, thi đỗ Thái học sinh năm 1400, Nguyễn Trãi làm quan dưới triều Hồ với chức Ngự sử đài chính chưởng. Khi nhà Minh xâm lược, cha ông là Nguyễn Phi Khanh ra đầu hàng giặc và về Trung Quốc (Đại Việt Sử kí Toàn thư).
Sau khi nước Đại Ngu rơi vào sự cai trị của nhà Minh, Nguyễn Trãi tham gia vào cuộc khởi nghĩa Lam Sơn do Lê Lợi lãnh đạo chống lại sự thống trị của nhà Minh, giúp soạn thảo các văn thư ngoại giao với quân Minh. Ông tiếp tục phục vụ dưới triều đại vua Lê Thái Tổ và Lê Thái Tông với chức vụ Nhập nội hành khiển và Thừa chỉ (tức Hàn lâm viện Thừa chỉ học sĩ hay Tuyên phụng đại phu Hàn lâm Thừa chỉ). Lần thăng chức sau đó, Nguyễn Trãi được phong Triều liệt đại phu, Nhập nội hành khiển, Lại bộ Thượng thư kiêm hành Khu mật viện sự.
Năm 1442, toàn thể gia đình Nguyễn Trãi bị kết án tru di tam tộc trong vụ án Lệ Chi Viên. Năm 1464, vua Lê Thánh Tông xuống chiếu ân xá cho ông. Nguyễn Trãi là một nhà văn hóa lớn, có đóng góp to lớn vào sự phát triển của văn học và tư tưởng Việt Nam.